# (2941) Alden
(2941) Alden (1930 YV; 1933 WH; 1947 BD; 1976 JY8; 1982 FA2) ist ein ungefähr fünf Kilometer großer Asteroid des inneren Hauptgürtels, der am 24. Dezember 1930 vom US-amerikanischen Astronomen Clyde Tombaugh am Lowell-Observatorium in Flagstaff, Coconino County in Arizona (IAU-Code 690) entdeckt wurde.

## Benennung
(2941) Alden wurde vom Entdecker Clyde Tombaugh nach seinem Sohn benannt.